# Андора на Европском првенству у атлетици на отвореном 2018.
Андора је учествовала на Европском првенству у атлетици на отвореном 2018. одржаном у Берлину од 6. до 12. августа. Ово је било осмо европско првенство у атлетици на отвореном на коме је Андора учествовала. Репрезентацију Андоре представљао је један атлетуичар, који се такмичио у трчању на 1.500 метара.
На овом првенству представник Андоре није освојио ниједну медаљу, нити је оборен неки рекорд.
Андора је остала у групи земаља које нису освајале медаље на европским првенствима на отвореном.

## Учесници
Мушкарци:
- Карлес Гомез — 1.500 м

## Резултати

### Мушкарци
| Атлетичар    | Дисциплина | Лични рекорд | Квалификације | Квалификације | Финале               | Финале   | Детаљи |
| Атлетичар    | Дисциплина | Лични рекорд | Резултат      | Место         | Резултат             | Место    | Детаљи |
| ------------ | ---------- | ------------ | ------------- | ------------- | -------------------- | -------- | ------ |
| Карлес Гомез | 1.500 м    | 3:48,52      | 4:00,02       | 12. у гр. 1   | Није се квалификовао | 34. / 34 |        |